# LeanXcam

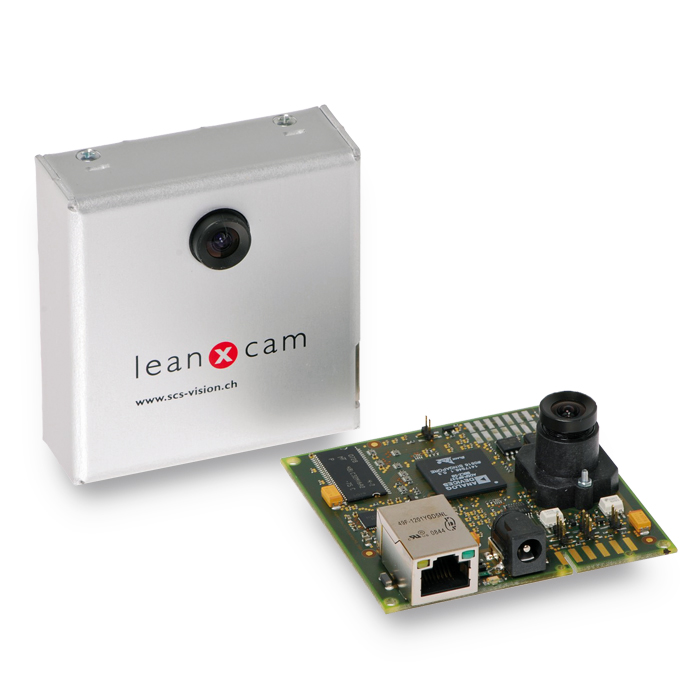
leanXcam

Die leanXcam ist eine Open-Source-Smart-Kamera für Anwendungen im Bereich des maschinellen Sehens der Supercomputing Systems AG. Das Hardware-Design ist frei. Es kann kostenlos heruntergeladen werden, wodurch es möglich ist, das Board selbst herzustellen.
Bei seiner Vorstellung 2008 an der Vision-Messe in Stuttgart traf leanXcam auf eine große Resonanz in den Medien. Ende September 2015 wurde die Produktion eingestellt, der technische Support endete am 31. Dezember 2015.

## Verwendung
Die leanXcam wurde von verschiedensten Hochschulen, Behörden, Industrieunternehmen und Privatkunden weltweit eingesetzt. Die Open-Source-Philosophie stieß vor allem bei den Hochschulen auf großes Interesse, wobei diese jeweils auch selbst Library Files zur freien Verfügung ins Internet stellten.
In den bekannten Anwendungen wurde die leanXcam eingesetzt, um Produktionsprozesse und Qualitätssicherung zu automatisieren und autonom zu betreiben. Im Sicherheitsbereich wurde die Kamera dazu verwendet, um Gegenstände innerhalb des Sichtfensters zu erkennen und andernfalls einen Alarm auszulösen. Auch konnte die leanXcam als einfache Webcam verwendet werden, um bewegte Bilder einfach ins Internet zu stellen.

## Hardware
Die Kamera enthält einen Blackfin-DSP-Prozessor (ADSP-BF537), der die Bilddaten direkt analysieren und auswerten kann. Der Kamerasensor liefert 60 Bilder pro Sekunde mit einer Auflösung von 752×480 Pixel. Diese Kombination ermöglicht den Betrieb ohne externen PC. Die Kommunikation funktioniert über die Ethernet-Schnittstelle der Kamera oder für kleine Datenmengen über RS-232 und I²C.

## Software
Als Betriebssystem wird das frei erhältliche uClinux verwendet. Dies ermöglicht die Verwendung von verschiedenen Standardprogrammen, beispielsweise Webserver, direkt auf der Kamera. Die Open-Source-Programmbibliothek Oscar ermöglicht die Ansteuerung und Kontrolle der Hardware über entsprechende Treiber. Diverse Beispielapplikationen in den Programmiersprachen C und C++ sind im Internet frei verfügbar und können als Basis für die Umsetzung eigener Projekte benutzt werden.

## Technische Daten

### Anschlüsse
- Ethernet 100 Mb/s, RJ45
- RS-232
- I²C
- MicroSD-Karte
- 5V DC Power Supply

### Größe
81×74×30 mm (L×W×H)

## Community
Das Open-Source-Projekt lebt von einer großen Community, die vom Entwicklungsportal der ETH Zürich unterstützt wird. Auf GitHub sind die Ressourcen für eigene Entwicklungen und Erweiterungen der Software zu finden. Zahlreiche Softwarebeispiele, Dokumentationen und Libraries sind so online frei verfügbar.

## Awards
2008 zeichnete die wichtigste Fachmesse für industrielle Bildbearbeitung (VISION) die leanXcam mit dem „Vision Award 2008“ aus.